# Bulimulus nucula
Bulimulus nucula е вид охлюв от семейство Orthalicidae.

## Разпространение и местообитание
Този вид е разпространен в Еквадор (Галапагоски острови).
Обитава места със суха почва и храсталаци в райони с тропически и субтропичен климат.